# Harpactea albanica
Harpactea albanica este o specie de păianjeni din genul Harpactea, familia Dysderidae. A fost descrisă pentru prima dată de Caporiacco, 1949.
Este endemică în Albania. Conform Catalogue of Life specia Harpactea albanica nu are subspecii cunoscute.